# Atelektas
Atelektas innebär förlust av lungvolym orsakad av att en lungdel inte luftfylls vid inandning. Därmed upphävs gasutbytet. I regel har det lufttomma området kvar sin blodförsörjning. Orsaken kan vara medfödd eller förvärvad. Atelektas kan vara i två typer: obstruktiv atelektas, och kompressionsatelektas. Obstruktiv atelektas kan vara att ett luftrör täpps igen av exempelvis en tumör, slem eller blod. Kompressionsatelektas kan uppstå som följd av tryck utifrån. I samband med sövning inför kirurgi utvecklar mellan 75 och 90% av alla personer atelektaser.